# Дачный (Кагальницкий район)
Да́чный — хутор в Кагальницком районе Ростовской области.
Входит в состав Кировского сельского поселения.

## Население
| 2010 |
| ---- |
| 27   |

## Улицы
На хуторе имеется одна улица: Речная.